# Metriostola atratella
Metriostola atratella är en fjärilsart som beskrevs av Hiroshi Yamanaka 1986. Metriostola atratella ingår i släktet Metriostola och familjen mott. Inga underarter finns listade i Catalogue of Life.